# 硬锰矿
硬錳礦（化學式：Ba(Mn4+6Mn3+2)O16）是一種氧化物礦物。 它是锰铅矿族的含鋇錳 (三價) 終端礦物。 
在印度中央邦 Jhabua 區的 Kajlidongri 礦中發現的另外一種礦物，其化學成分（BaMn4+6Fe3+2O16）與硬錳礦相似，也被誤認爲硬錳礦，后被國際國際組織于2012 年重新歸類為鉄硬錳礦（ferrihollandite）。它是锰铅矿族的含鋇鉄 (三價)終端礦物.
硬锰矿（Hollandite）又名钡锰矿 ，其晶體為亮灰色，灰黑色至黑色。具条痕黑色，半金属光泽至金属光泽。断口参差状。硬度6，性脆。比重4.95。